# Osman Pazvantoğlu

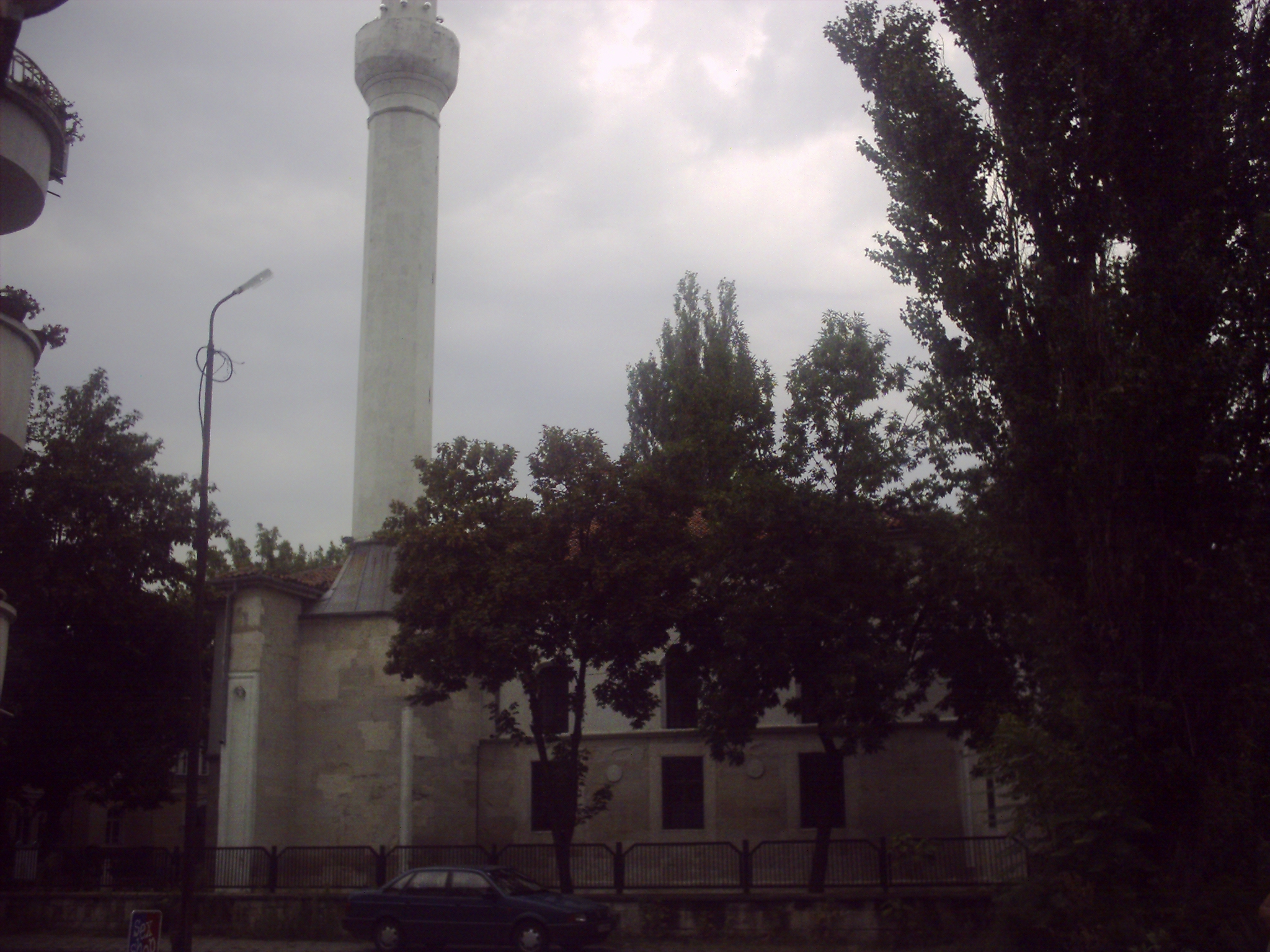
Moscheea Osman Pazvantoğlu din Vidin

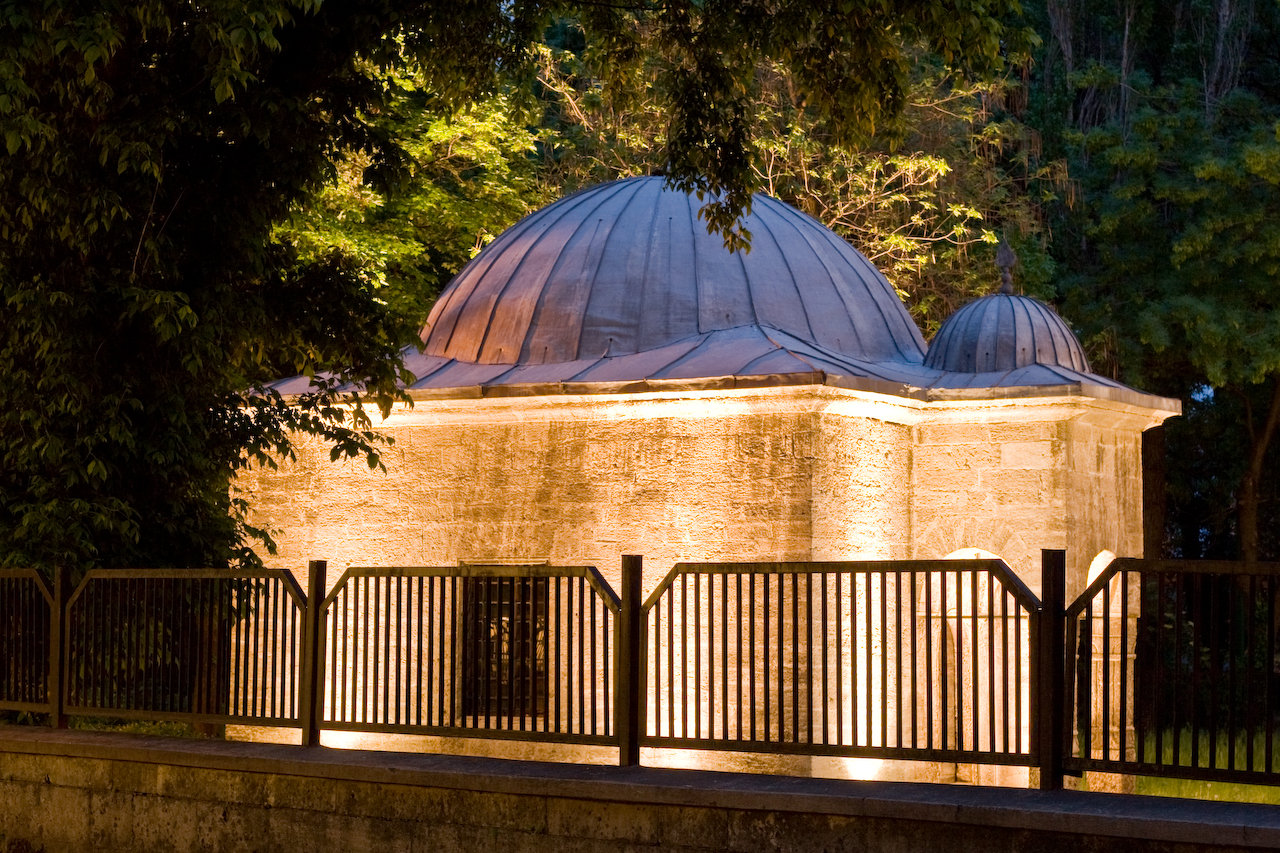
Biblioteca Osman Pazvantoğlus din Vidin

Osman Pazvantoğlu (întâlnit și ca Osman Passvan-Oglou sau Pasvanoglu, Pazvan Oglu/Oğlu; n. 1758, Vidin, Imperiul Otoman – d. 17 februarie 1807, Vidin, Imperiul Otoman) a fost un ienicer otoman și pașă de Vidin din 1799.

## Biografie
Osman Pazvantoğlu s-a născut în anul 1758 într-o familie respectată de ieniceri din Vidin. Bunicul său se trăgea din vilaietul Bosnia, și făcuse parte din garda orașului Sofia, de aici numele pasban-oğlu, fiul gardianului. Conform altor surse era fiul unor români timoceni trecuți la credința musulmană din motive "de afaceri".
A început ca mercenar în slujba domnitorului muntean Nicolae Mavrogheni, pe care îl trădează. Este salvat de răzbunarea domnitorului de către poetul revoluționar grec Rigas Feraios, cu care era prieten, și care a intervenit în favoarea lui.
Strânge o armată de mercenari și se răscoală împotriva stăpânirii otomane a sultanului Selim III, creând un „stat” independent cu capitala la Vidin, cu monedă proprie și relații diplomatice cu alte țări (printre care și Republica Franceză). Teritoriul său se întindea de la Dunăre până la Munții Balcani, și de la Belgrad până la Varna.
În 1798, o armată otomană trimisă împotriva lui și condusă de Husein Küçük, nu reușește să-l captureze și să cucerească Vidinul. Küçük l-a acuzat pe domnitorul muntean Constantin Hangerli că nu i-a aprovizionat suficient armata. Aceasta a contribuit la firmanul sultanului ce ordona executarea lui Hangerli, omorât la 18 februarie 1799 de trimișii turci. În 1799 sultanul îl iartă pe Pazvantoglu și îl numește pașă de Vidin.
Face dese expediții de jaf în Țara Românească în care arde localitățile pe care le pradă. În 1800 trupele sale, numite și pazvangii, ard o mare parte a Craiovei, din totalul de 7000 de case numai 300 supraviețuind incendiului. Noul domnitor, Alexandru Moruzi, depășit de situație, își cere singur mazilirea. 
La sfârșitul lui ianuarie 1802 Bucureștii sunt cuprinși de panică la aflarea știrii că Pazvantoglu și-a trimis armata spre oraș. Domnitorul Mihai Șuțu fuge și ordonă garnizoanei de albanezi să apere orașul, dar aceștia refuză, deoarece nu fuseseră plătiți suficient. Orașul cade pradă dezordinii, sub domnia vagabonzilor și cerșetorilor (se zice că ar fi fost și o ceremonie de încoronare). Ordinea este restabilită de trupele otomane aflate în apropiere, acest episod ducând și la alungarea lui Șuțu din țară.
Moare pe data de 27 ianuarie 1807, se pare otrăvit de medicul evreu al orașului, „agent secret” în slujba sultanului.

## Moștenire
În 1809 Iancu Jianu conduce o campanie a haiducilor împotriva pazvangiilor, la sud de Dunăre, în urma căreia sunt incendiate Vidinul și Plevna, fiind ucis și pașa din Vidin, în replică la acțiunile pașalei care atacase Craiova și mai multe sate din Oltenia. Este, de asemenea, distrusă din temelii raiaua turcească de la Turnu Măgurele pe care turcii n-au mai reușit s-o reconstruiască niciodată.
În urma unor bătălii își pierde un ochi, de unde i se trage și numele popular de Pazvante Chioru. În limba română a rămas expresia „de pe vremea lui Pazvante Chiorul”, care indică ceva foarte vechi. La Vidin, orașul său de reședință, a clădit o moschee, o bibliotecă și o cazarmă, toate fiind în prezent monumente culturale.